# James Edward Smith
Pour les articles homonymes, voir James Smith et Smith.
James Edward Smith, né le 2 décembre 1759 à Norwich, mort le 17 mars 1828, est un botaniste britannique, connu notamment pour avoir été le fondateur et le premier président de la Linnean Society of London (1788).

## Biographie
Il est le fils d’un riche marchand de laine. Il montre dès son jeune âge un profond intérêt pour le monde naturel. Au début des années 1780, voulant devenir médecin, il entre à l’université d'Édimbourg. Il y suit les cours de chimie de Joseph Black (1728-1799) et d’histoire naturelle de John Walker (1731-1803). Il part à Londres en 1783 pour poursuivre ses études. Il se lie d’amitié avec Sir Joseph Banks (1743-1820).
La veuve de Carl von Linné (1707-1778), après le décès de leur fils Carl von Linné le Jeune (1741-1783), propose à Sir Joseph Banks de lui vendre la totalité de la bibliothèque (riche de trois mille ouvrages), des manuscrits et des spécimens utilisés par le savants suédois, mais Sir Banks refuse. C’est James Edward Smith qui s’en porte acquéreur pour la somme, assez faible, de mille livres. L’ensemble arrive à Londres en 1784.
Smith devient membre de la Royal Society en 1786. De 1786 à 1788, il voyage en Europe et visite les Pays-Bas, la France, l’Italie et la Suisse, il rencontre de nombreux botanistes, visite des musées et étudie des herbiers. Afin de perpétuer la mémoire et de populariser l’œuvre de Linné, Smith fonde en 1788 la première société linnéenne du monde, la Linnean Society of London et en devient le premier président, fonction qu’il conserve jusqu’à sa mort. Il retourne vivre à Norwich en 1796, emportant avec lui l’intégralité de la collection linnéenne. Ses collections, botaniques, mycologique et entomologiques, comme sa bibliothèque, deviennent réputées en Europe et lui valent la visite de nombreux naturalistes.
Il est l'auteur de plusieurs ouvrages presque tous consacrés à la flore britannique :
- English Botany (commencé en 1790)
- Flora Britannica (commencé vers 1801)
- The English Flora (1824-1828)

Il a largement complété la Flora graeca commencée par John Sibthorp. Il a également contribué à la Rees's Cyclopaedia en lui fournissant 3 348 articles botaniques entre 1808 et 1819. Smith fait paraître le premier livre consacré à l’entomologie des États-Unis d'Amérique en 1797 sous le titre de The Natural History of the Rarer Lepidopterous Insects of Georgia, sur les notes et les illustrations réalisées par John Abbot (1751-1840 ou 1841). Après sa mort, la collection linnéenne ainsi que les siennes sont acquises par la Société linnéennes pour la somme de 3 150 livres.